# آرشي ويب
آرشي ويب (بالإنجليزية: Archie Webb)‏ هو مدير فني أمريكي، ولد في 2 مايو 1881 في وايتهول في الولايات المتحدة، وتوفي بنفس المكان في 27 أغسطس 1961.